# 橫斑食植瓢蟲
橫斑食植瓢蟲（学名：Epilachna confusa）为瓢蟲科食植瓢蟲屬下的一个种。